# Lift London
Lift London ist ein britisches Softwareunternehmen mit Sitz in London, England. Das Unternehmen wurde als Teil von Microsoft Studios gegründet (jetzt Xbox Game Studios) und ist das erste europäische Subunternehmen, welches von Microsoft Studios selbst aufgebaut wurde.
Lift London wurde im August 2012 von Mike Rouse, Lee Schuneman, Mark Stanley und Jonathan Venables gegründet und am 5. November 2012 mit 8 Mitarbeitern eröffnet. Im Januar 2013 wurde Lift London von Phil Harrison und Lee Schuneman öffentlich vorgestellt. Der Fokus des Unternehmens sollte auf der Entwicklung von Cloud-Anwendungen für Smartphones, Tablets und Fernseher liegen. Auf der Konferenz Develop Brighton teilte Lift London mit, dass sich bereits 4 Projekte in Produktion befänden. Als erstes Projekt wurde Paint 3D veröffentlicht, welches am 5. April 2017, zusammen mit Version 1703 von Windows 10, erschien.
Lift London stellte 2018 die Produktion von Spielen ein und schloss seine Social-Media-Kanäle.